# Kapel Heilige Drogo

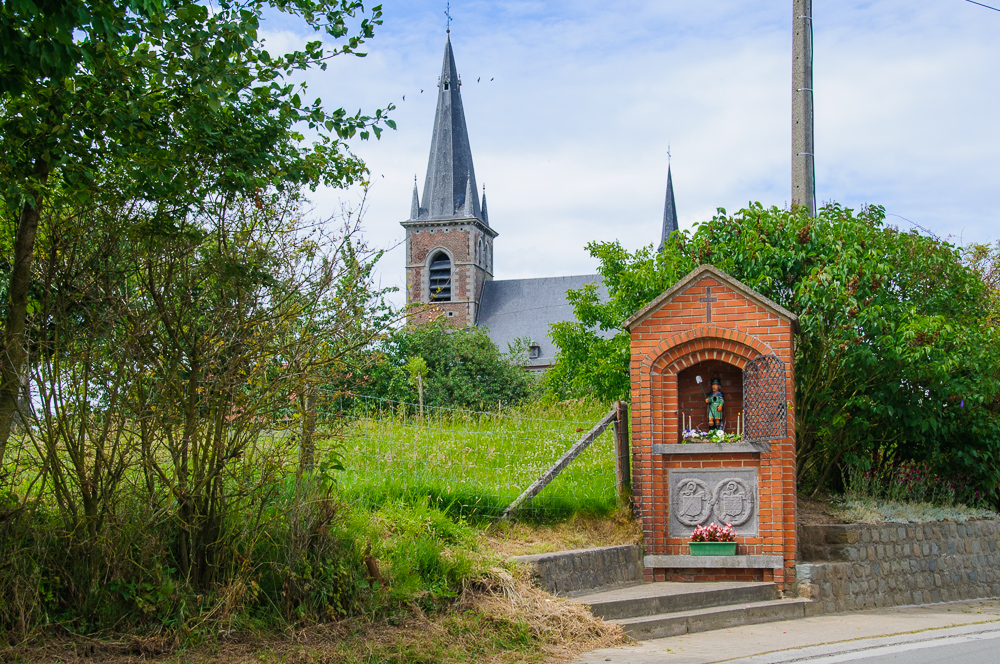
Kapel Heilige Drogo in Bellingen met zicht op de Onze-Lieve-Vrouwkerk van Bellingen

De kapel van de Heilige Drogo of de Drogokapel is een kapel gewijd aan Drogo van Sebourg in Bellingen (een deelgemeente van Pepingen).

## Historiek
De Kapel Heilige Drogo bevindt zich in de weide van de familie Friadt. Mevrouw Raemdonck Habils liet rond 1950 deze niskapel bouwen op haar grond aan de Trapstraat in Bellingen. Reeds in het midden van de 19de eeuw stond hier een kapel. In de kapel bevindt zich een beeld van de heilige Drogo (Drogo van Sebourg), de patroonheilige van Bellingen. Deze wordt aanroepen in de Onze-Lieve-Vrouwkerk van Bellingen tot genezing van breuken, het steen en besmettelijke veeziekten. Hij is de beschermheer van wandelaars, stappers en zwakke weggebruikers. De kapel is een stopplaats tijdens de jaarlijkse Drogo-ommegang.
De arduinen steen is afkomstig van de verdwenen abdij Cantimpré. Deze stenen zijn gedateerd 1617. Links het wapenschild van abt Josse Sermet met zijn leuze “Quae sursum” of “betracht het hoogste goed” en rechts dat van de abdij. Ook op de binnenkoer van de nabijgelegen abdijhoeve van Cantimpré zijn resten van de verdwenen abdij zichtbaar.

## Architectuur
De pijlerkapel is opgetrokken in baksteen en is bedekt met een gecementeerd zadeldak. De segmentbogige nis is afgesloten met een poortje van traliewerk. Boven de nis, in de topgevel, bevindt zich een kruis, terwijl onder de nis de arduinen steen met de wapenschilden is ingewerkt. In de nis prijkt het beeld van de heilige Drogo. De gecementeerde vloertegeltjes vormen een kleurrijk, geometrisch patroon. De kapel ligt enkele treden hoger dan de straat en is schuin op de weg opgesteld.

## Het beeld van de heilige Drogo
Wanneer het beeld van Drogo vermeld wordt gaat het dikwijls over een verzilverd gipsen beeld gemaakt door pastoor Louis Dehaen. Hij was 23 jaar pastoor in Bellingen, hij maakte en verkocht deze beeldjes om de restauratie van de kerk te bekostigen (1950-1953). Doorgaans staat het gipsen beeld in deze kapel maar met de Drogo-ommegang de derde zondag na Pinksteren wordt een groter en mooier Drogo beeld met ovalen relekwieopening ter hoogte van de borst geplaatst. Het gerestaureerde beeld van de heilige Drogo dat tijdens deze ommegang door de velden gedragen wordt, bevindt zich in een nis in de Onze-Lieve-Vrouwkerk van Bellingen. In de kerk zijn er meerdere afbeeldingen van de heilige Drogo te vinden. Achteraan in de kerk, in de oude doopkapel, stond er vroeger een altaar ter ere van Drogo; nu zijn er twee fraai geschilderde episoden uit het leven van deze heilige aangebracht op de zijmuren. Deze werden geschilderd door Jef Colruyt. De heilige Drogo die ten hemel gaat wordt afgebeeld op een van de glasramen van het koor.

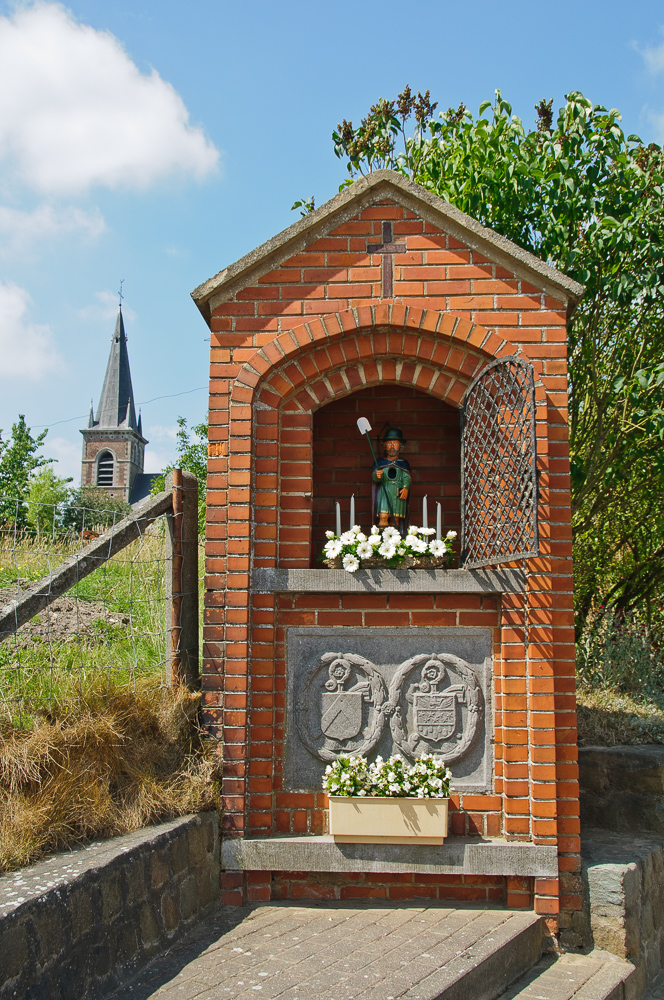
De Kapel Heilige Drogo met originele arduinen steen uit de verdwenen abdij Cantimpré van Bellingen anno 1617. Links het wapenschild van abt Josse Sermet en rechts dat van de abdij.
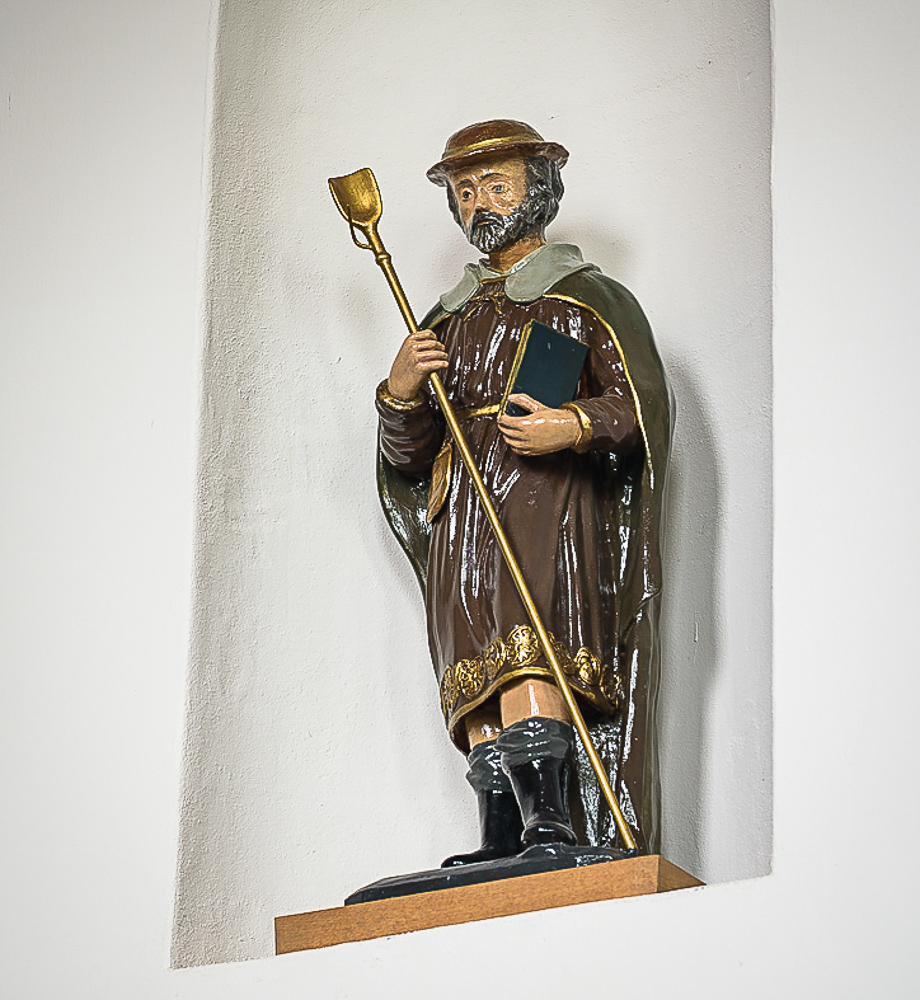
De heilige Drogo in de nis van de OLV Kerk van Bellingen.